# Lubomír Müller
Lubomír Müller (* 3. dubna 1955, Plzeň) je český spisovatel.

## Život
Od roku 1990 vystřídal různá zaměstnání: učitel, redaktor deníku Rovnost, zástupce šéfredaktora magazínu ...AND YOU, volný žurnalista, ladič pian, kabaretní klavírista, fotograf, kameraman.[zdroj?]
Od roku 1993 vydává ve vlastním vydavatelství pohlednice, učební pomůcky, relaxační hudbu, hudební znělky pro různé příležitosti, vlastní knihy.[zdroj?]
Založil Ochotnický divadelní soubor Otroš a Dětské divadelní studio Miňonka, pro které napsal a zrežíroval na deset her. Jako kameraman a režisér natočil s amatéry filmovou adaptaci Mrštíkova románu Pohádka máje (2006).[zdroj?]
Na básně pavlovské básnířky Marie Vašíčkové zkomponoval Pálavskou symfonii (2007), jejíž zfilmovaná část Pavlovské vinohrady získala v kategorii experiment 3. místo v soutěži Český videosalon 2008. Je spoluautorem některých hesel Slovníku české hudební kultury (Supraphon, 1997).[zdroj?]
V současnosti je spisovatel a hudebník ve svobodném povolání, od roku 2008 realizuje po celé ČR besedy a autorská čtení na ZŠ a v knihovnách na téma Jak dokáže šikana, láska i psaní změnit život, aneb Život knize a kniha v životě.[zdroj?]
Je ženatý, má dvě dcery Andreu a Zuzanu.[zdroj?]

## Knihy

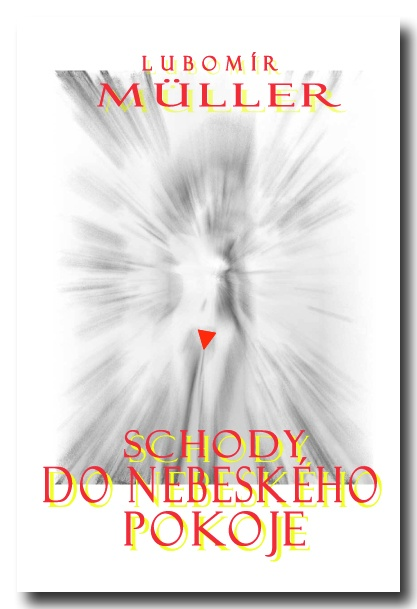
Obálka knihy Schody do nebeského pokoje

- Světlo mé samoty, nákladem vlastním, Ostrovačice 2011, ISBN 978-80-904177-3-1 (příběh Sáry Wittensbergové; psychologicky laděný román ze současnosti rozplétá v poslední hodině života ženy, která se rozhodla dobrovolně odejít ze života, kořeny příčin - nevyřešený vztah k matce, k sourozencům, k manželovi, necitlivý svět mužů, tlaky společnosti, skoro paranoidní touha vyniknout a dokázat tak v sobě přebít bolest vědomí, že se narodila jako nechtěné dítě)
- Láska je všechno, láska je nic, nákladem vlastním, Ostrovačice 2010, ISBN 978-80-904177-2-4 (sbírka milostné, hravé i vážné lyriky)
- Oběti milostného rozumu, nákladem vlastním, Ostrovačice 2009, ISBN 978-80-904177-1-7 (autobiograficky laděný novelistický náhled na začátek normalizace viděný očima kluka, který v letech 1969 až 1972 utíká před následky trýznění a ztráty iluzí vlastního citového světa)
- Schody do nebeského pokoje, nákladem vlastní, Ostrovačice 2008, ISBN 978-80-904177-0-0 (emotivní, eroticky i psychologicky koncipovaná románová sonda do doby autorova dospívání, kniha, ve které se autor vyrovnává s šikanou, ztrátou milované osoby i zmatkem doby let 1967 až 1968)
- Nástin vývoje populární hudby na Jižní Moravě (1940-1990), Středisko vzdělávacích a poradenských služeb kultury v Brně, Brno 1990, ISBN 80-85027-08-9

## Hudba
- Nokturna pro klavír (reflexivní drobné skladby, 2001)
- Funky (2002)
- Easy (jazzová latina, 2003)
- Bach Relax (úpravy skladeb J. S. Bacha, 2006)
- Pohádky pro Helenku (relaxační skladby, 2007)
- Pálavská symfonie (s recitací J. Štvrtecké, na texty básnířky M. Vašíčkové, 2008)
- Šansony o lásce (písně na vlastní texty, 2009)
- Imprese (klavírní improvizace, 2010)